# Gracie Lake
Gracie Lake är en sjö i Kanada.   Den ligger i provinsen British Columbia, i den sydvästra delen av landet, 3 700 km väster om huvudstaden Ottawa. Gracie Lake ligger 415 meter över havet.
I omgivningarna runt Gracie Lake växer i huvudsak barrskog. Trakten runt Gracie Lake är nära nog obefolkad, med mindre än två invånare per kvadratkilometer.